# العلاقات الأوكرانية الشمال مقدونية
العلاقات الأوكرانية الشمال مقدونية هي العلاقات الثنائية التي تجمع بين أوكرانيا وشمال مقدونيا.

## مقارنة بين البلدين
هذه مقارنة عامة ومرجعية للدولتين:
| وجه المقارنة                                              | أوكرانيا                                   | شمال مقدونيا                                               |
| --------------------------------------------------------- | ------------------------------------------ | ---------------------------------------------------------- |
| المساحة (كم2)                                             | 603.63 ألف                                 | 25.71 ألف                                                  |
| عدد السكان (نسمة)                                         | 45.55 مليون                                | 2.08 مليون                                                 |
| الكثافة السكانية (ن./كم²)                                 | 75.46                                      | 80.9                                                       |
| العاصمة                                                   | كييف                                       | إسكوبية                                                    |
| اللغة الرسمية                                             | اللغة الأوكرانية                           | اللغة المقدونية، اللغة الألبانية                           |
| العملة                                                    | هريفنا أوكرانية، كاربوفانيتس، روبل سوفييتي | دينار مقدوني                                               |
| الناتج المحلي الإجمالي (بليون دولار)                      | 112.15 مليار                               | 11.34 مليار                                                |
| الناتج المحلي الإجمالي (تعادل القوة الشرائية) بليون دولار | 352.98 مليار                               | 29.26 مليار                                                |
| الناتج المحلي الإجمالي الاسمي للفرد دولار أمريكي          | 2.11 ألف                                   | 4.85 ألف                                                   |
| الناتج المحلي الإجمالي للفرد دولار أمريكي                 | 8.66 ألف                                   | 16.25 ألف                                                  |
| مؤشر التنمية البشرية                                      | 0.747                                      | 0.747                                                      |
| رمز المكالمات الدولي                                      | +380                                       | +389                                                       |
| رمز الإنترنت                                              | .ua، .укр ‏                                 | .mk                                                        |
| المنطقة الزمنية                                           | ت ع م+02:00، ت ع م+03:00، توقيت شرق أوروبا | توقيت وسط أوروبا، ت ع م+01:00، ت ع م+02:00، أوروبا/سكوبيه ‏ |

## مدن متوأمة
في ما يلي قائمة باتفاقيات التوأمة بين مدن أوكرانية وشمال مقدونية:
- ترتبط فيشهورود مع ديلتشيفو باتفاقية توأمة.
- ترتبط تشرنيغوف مع بريليب باتفاقية توأمة منذ 1 أكتوبر 2009.[17][17][17][17]
- ترتبط كريمنشوك مع بيتولا باتفاقية توأمة منذ 2012.[18]

## منظمات دولية مشتركة
يشترك البلدان في عضوية مجموعة من المنظمات الدولية، منها:
| علم المنظمة | اسم المنظمة                               | تاريخ انضمام أوكرانيا | تاريخ انضمام شمال مقدونيا |
| ----------- | ----------------------------------------- | --------------------- | ------------------------- |
|             | مؤسسة التنمية الدولية                     | 27 مايو 2004          | 25 فبراير 1993            |
|             | يونسكو                                    | 12 مايو 1954          | 28 يونيو 1993             |
|             | وكالة ضمان الاستثمار متعدد الأطراف        | 19 يوليو 1994         | 19 مارس 1993              |
|             | مجلس أوروبا                               | 9 نوفمبر 1995         | ?                         |
|             | الأمم المتحدة                             | 24 أكتوبر 1945        | 8 أبريل 1993              |
|             | الاتحاد البريدي العالمي                   | ?                     | ?                         |
|             | البنك الدولي للإنشاء والتعمير             | 3 سبتمبر 1992         | 25 فبراير 1993            |
|             | الاتحاد الدولي للاتصالات                  | 7 مايو 1947           | 4 مايو 1993               |
|             | منظمة حظر الأسلحة الكيميائية              | ?                     | ?                         |
|             | مؤسسة التمويل الدولية                     | 18 أكتوبر 1993        | 25 فبراير 1993            |
|             | المنظمة الأوروبية لسلامة الملاحة الجوية   | 2004                  | 1998                      |
|             | المركز الدولي لتسوية المنازعات الاستشارية | 7 يوليو 2000          | 26 نوفمبر 1998            |
|             | منظمة التجارة العالمية                    | 16 مايو 2008          | ?                         |
|             | منظمة الشرطة الجنائية الدولية             | ?                     | ?                         |
|             | منظمة الأمن والتعاون في أوروبا            | 30 يناير 1992         | 12 أكتوبر 1995            |

## وصلات خارجية
- موقع وزارة الخارجية الأوكرانية